# Premio Joanot Martorell de narrativa
El Premio Joanot Martorell de narrativa (en valenciano: Premi Joanot Martorell de narrativa) es un premio literario en lengua valenciana, creado en 1979 y que otorga la ciudad de Gandía (Comunidad Valenciana, España), en el marco de los Premios Literarios Ciudad de Gandía que también incluyen el Premio Ausiàs March de poesía. La fecha de proclamación de los premiados tiene lugar generalmente en octubre. Este premio no se debe confundir con el anterior nombre del Premio Sant Jordi de novela que entrega Òmnium Cultural en Cataluña, cuya denominación fue hasta 1960, Premio Joanot Martorell. La obra premiada es publicada por Edicions 62.

## Obras y autores premiados
- 2022: Un afer europeu, de Jordi Sebastià
- 2021: El carrer de baix, de Vicent Flor
- 2020: El que em queda de tu, de Pepa Aguar
- 2019: El tango de Dien Bien Phu, de David Castillo
- 2018: «Veus, la mar», de Víctor Labrado
- 2017: «Aglutinació», de Joan Jordi Miralles
- 2016: «Il·lusions elementals», de Ponç Puigdevall
- 2015: «Cadenes», de Lucia Pietrelli
- 2014: Declarado desierto
- 2013: «Germans del sud», de Hèctor Bofill
- 2012: Declarado desierto
- 2011: «Vides desafinades», de Xavier Aliaga
- 2010: «Amor meva», de Isabel-Clara Simó
- 2009: «Francesc de Borja, el duc sant», de Josep Piera
- 2008: «Silenci de plom», de Salvador Company
- 2007: «La balena blanca», de Joan Garí
- 2006: «Un home vulgar», de Miquel de Palol i Muntanyola
- 2005: «Les llunes de Russafa», de Adolf Beltran Català
- 2004: «Cara d'àngel», de Jordi Coca
- 2003: «El forat de la bimbolla», de Esperança Camps
- 2002: «Tota d'un glop», de Pasqual Alapont
- 2001: «Nom de Déu», de Gaspar Ferrer
- 2000: «L'últim tren», de Vicent Borràs
- 1999: «Cor de pedres», de Glòria Llobet Brandt
- 1998: «La compassió del dimoni», de Jordi Mata i Viadiu
- 1997: «Fado o l'ordre de les coses», de Xulio Ricardo Trigo
- 1996: «Guerres Perdudes», de Francesc Joan Bodí Beneito
- 1995: «Jocs de corrupció», de Francesc Puigpelat i Valls
- 1994: «Plaça Rodona», de Ferran Cremades
- 1993: «Les hores bruixes», de Teresa Aguilar
- 1992: «El perseguidor d'ombres», de Tomàs Belaire
- 1991: «Les veus de la família», de Ignasi Mora
- 1990: «Mentre parlem: fragments d'un diari iniciàtic», de Enric Sòria
- 1989: Declarado desierto
- 1988: «A la vora del pou», de Josep Mª Sala-Valldaura
- 1987: «Escenaris de la memòria», de Josep Maria Castellet
- 1986: «Paisatges de sorra», de Miquel López Crespí
- 1985: «Siamangorina», de Encarna Sant-Celoni i Verger
- 1984: «La ciàtica de Mossén Blai i altres rondalles picantetes», de Pere Morey
- 1983: «El prim príncep Hussein i altres narracions», de Vicent Escrivà
- 1982: «Estampes imprescindibles dels anys quaranta», de Vicent Ramón i Calatayud
- 1981: No se convocó
- 1980: No se convocó
- 1979: "Oh!", de Joan M. Monjo